# Branka
Karyme Stadler Hass, cujo nome artístico é Branka (Curitiba, 3 de julho de 1980), é uma cantora e compositora brasileira.
Morando em São Paulo, em 2003 lançou o CD independente “Tempo de gritar” com músicas de influências do pop Rrck e MPB. Com a repercussão do CD, assinou contrato com a gravadora EMI. Pela EMI, lançou o CD "Faces e Fases".
Na década de 2010, mudou-se para a cidade do Rio de Janeiro e em 2012 lançou seu CD de samba "Barra de Saia".
Em 2015, seu CD "Barra de Saia" foi indicado ao Grammy Latino na categoria "Melhor Álbum de Engenharia de Gravação", além de ser selecionado para o Prêmio da Música Brasileira e no Prêmio Multishow de Música Brasileira.

## Polêmica
A cantora, em entrevista com Ronnie Von, corrigiu o apresentador por uma fala racista no seu programa, em junho de 2019. Um vídeo de uma entrevista de 2014, feita no programa de Ronnie, repercutiu nas Redes Sociais, pois nela, uma simples pergunta e com direito a comentários do entrevistador, foi mau interpretado pelos internautas como sendo de conotação racista pelo apresentador Ronnie Von, porém, 5 anos depois do ocorrido.

## Prêmios
| Ano  | Prêmio                                | trabalho e categoria indicação                              | Resultado | Ref.  |
| ---- | ------------------------------------- | ----------------------------------------------------------- | --------- | ----- |
| 2015 | Grammy Latino                         | CD "Barra de Saia" / Melhor Álbum de Engenharia de Gravação | Indicado  | [ 6 ] |
| 2015 | Prêmio Multishow de Música Brasileira | CD "Barra de Saia"                                          | Indicado  | [ 6 ] |
| 2015 | Prêmio da Música Brasileira           | CD "Barra de Saia"                                          | Indicado  | [ 6 ] |

## Principais musicas
- Agora quero amor
- Algo mais
- Amor solene
- Armadilhas do amor
- Barra da saia
- Bicho solto